# Barro Duro
Barro Duro är en kommun i Brasilien.   Den ligger i delstaten Piauí, i den östra delen av landet, 1 300 km nordost om huvudstaden Brasília. Antalet invånare är 6 609.
Omgivningarna runt Barro Duro är huvudsakligen savann. Runt Barro Duro är det mycket glesbefolkat, med 4 invånare per kvadratkilometer.